# Castello di Graines
Il castello di Graines (pron. alla francese, "Grèn"; ['gʁɛn] in IPA - in francese, Château de Graines) è un imponente maniero valdostano in rovina, sito nell'omonima frazione del comune di Brusson, in Val d'Ayas.

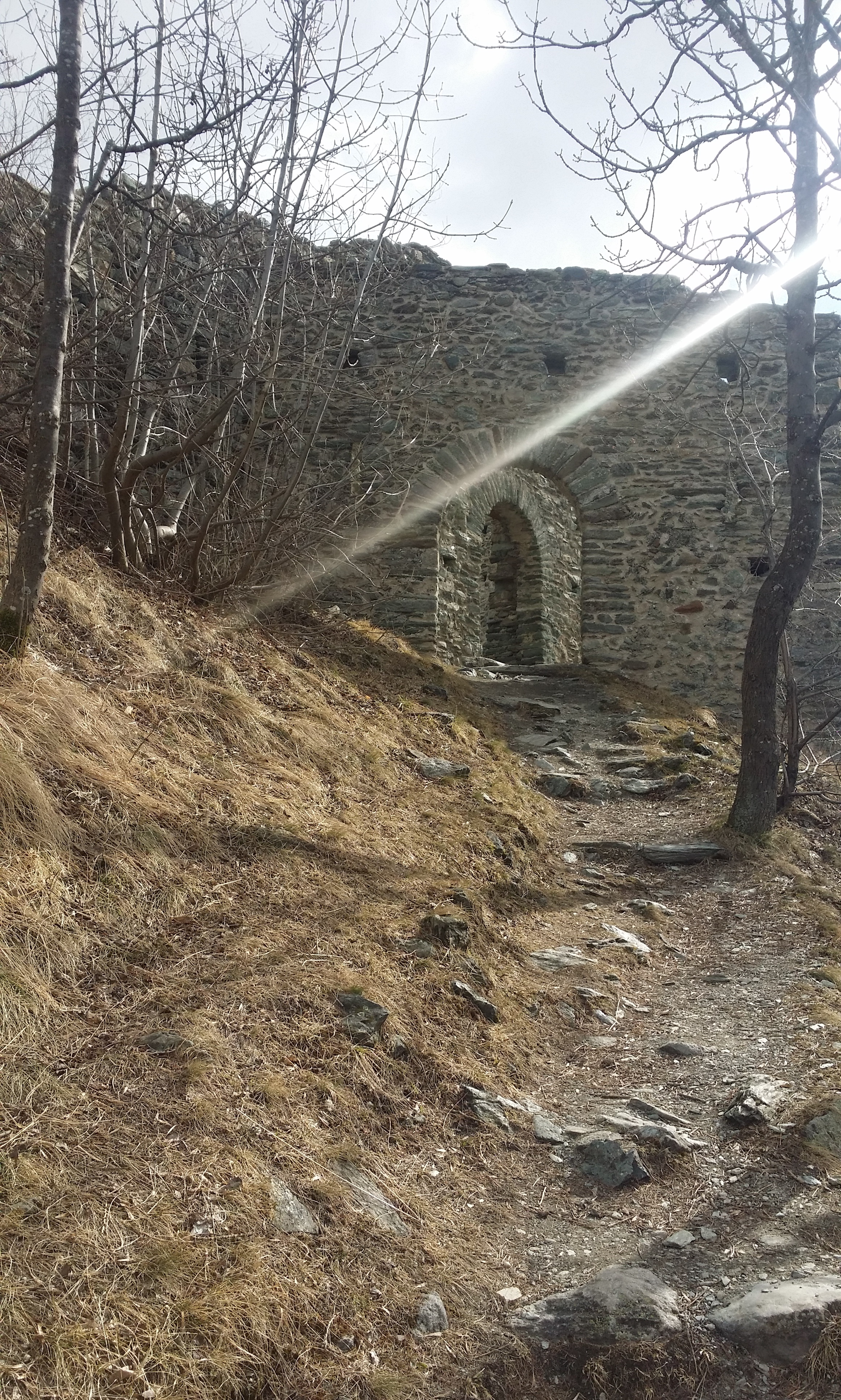
L'entrata ritratta in inverno.

## Localizzazione
Sorge su un alto promontorio roccioso, dal quale domina l'abitato di Brusson e gran parte della Val d'Ayas. Si tratta di una posizione decisamente strategica: oltre ad essere ideale dal punto di vista difensivo, la posizione sopraelevata gli permetteva di controllare visivamente il vasto territorio circostante. Non trova alcun riscontro oggettivo la pretesa comunicazione, magari tramite specchi o bandiere colorate, con la torre di Bonot e con il castello di Ville a Challand-Saint-Victor, poiché né l'una né l'altro sono in comunicazione visiva con il castello.

## Storia
Il feudo di Graines possiede una storia molto antica che risale al 515 quando il principe Sigismondo il Santo, re dei Burgundi dall'anno 516, ricostruì l'Abbazia di Saint-Maurice d'Agaune nel Vallese. Per garantire ai monaci rendite sufficienti alle ingenti necessità della nuova abbazia, donò inoltre numerosi possedimenti tra cui il ricco e fertile feudo di Graines.

La torre del castello prima del restauro di Alfredo d'Andrade.

Nel 1263 i monaci infeudarono il maniero ed alcune terre circostanti a Gotofredo di Challant, nipote del Visconte Bosone di Aosta e fedele servitore dei Conti di Savoia. I Challant amministrarono questo feudo fino al tardo 1700, riconoscendosi vassalli dell'Abbazia di Saint-Maurice d'Agaune.

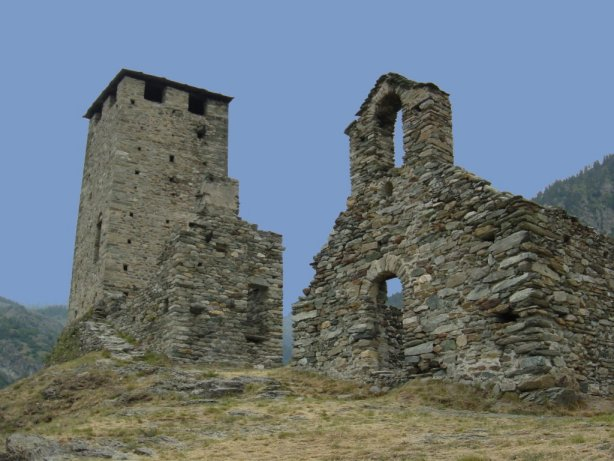
La torre e la cappella del castello

A metà del 1400 il castello fu ristrutturato e fortificato e fu una delle roccaforti usate da Caterina di Challant e Pierre d'Introd durante la lotta per la successione al padre Francesco di Challant. All'estinzione della Casata degli Challant nel 1800, il castello, ormai allo stato di rudere, passò alla famiglia Passerin d'Entrèves. È stato in seguito acquisito al demanio della Regione Autonoma Valle d'Aosta.
I ruderi del castello sono arrivati fino ai giorni nostri anche grazie all'opera di conservazione e ristrutturazione di Alfredo d'Andrade e Giuseppe Giacosa agli inizi del 1900.
Grazie al programma transfrontaliero AVER (fr. Anciennes Vestiges En Ruine) che vede coinvolte Savoia, Vallese e Valle d'Aosta, il castello è stato restaurato ed è liberamente accessibile.

## Descrizione
Graines è un tipico esempio di castello primitivo valdostano. Era composto essenzialmente da un'ampia cinta muraria, di circa 80 metri per 50 e di forma irregolare per adattarsi alla natura del terreno, che racchiudeva all'interno le altre costruzioni tra cui una grande torre quadrata ed una piccola cappella, le uniche di cui sia rimasta traccia.

Piantina del castello di Graines (Carlo Nigra)

La torre quadrata, o donjon, mostra una struttura massiccia e misura più di 5,5 metri di lato. Essa era il mastio del castello, originariamente merlato, ma privo di copertura a vista. Oltre ad essere l'abitazione del signore rappresentava l'ultimo baluardo della difesa, come dimostrano le piccole finestre e l'ingresso posto a quasi cinque metri dal suolo, raggiungibile solo con l'aiuto di una scala che poteva essere rimossa in caso di assedio.
In un secondo tempo fu aggiunto alla torre un nuovo corpo di fabbrica per ingrandire l'abitazione.

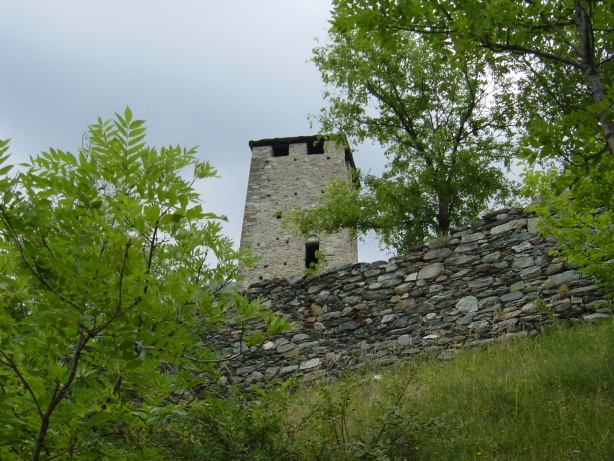
La torre vista dal sentiero che porta al castello

La cappella romanica è dedicata a san Martino. La titolatura della cappella, diversa dal patrono dell'abbazia vallesana, San Maurizio, priva di sostegno la supposizione che sia stata costruita dai suoi monaci, che in origine avrebbero anche abitato il castello, supposizione che non trova alcun riscontro storico e neppure nella tradizione locale. È costituita da un'unica navata, lunga circa otto metri, che termina con un'abside semicircolare. Di essa è rimasta unicamente l'abside romanica semicircolare, la muratura perimetrale, la facciata con il campaniletto a vela. La copertura è scomparsa da tempo.

## Accesso
Per raggiungerlo bisogna seguire la strada regionale 45 che parte da Verrès e risale la Val d'Ayas. A circa 13 km da Verrès, subito dopo l'abitato di Arcésaz, frazione di Brusson, si imbocca sulla destra la deviazione asfaltata per Graines. Dopo circa due chilometri si può lasciare l'auto e percorrere la mulattiera che, in pochi minuti, permette di arrivare al castello.

## La leggenda del tesoro
Secondo una leggenda sotto i resti del castello è sepolto un tesoro. Una notte una voce misteriosa apparve in sogno ad un pastore e gli indicò il punto esatto dove scavare per trovare il tesoro, raccomandandogli però di allontanarsi prima che all'alba il gallo cantasse per la terza volta. La notte successiva il pastore seguì le indicazioni e scoprì una botola oltre la quale trovò il tesoro. Abbagliato dalle ricchezze perse però la cognizione del tempo e troppo tardi si accorse del canto del gallo, rimanendo così intrappolato insieme al tesoro..

## Curiosità
L'ambiente esterno e lo scenario del castello ha largamente ispirato il romanzo storico di Laura Mancinelli I dodici abati di Challant.
Nel castello di Graines è ambientata una parte del romanzo Il mercante di lana di Valeria Montaldi.